# Lyndoch
Lyndoch är en ort i Australien. Den ligger i kommunen Barossa och delstaten South Australia, omkring 45 kilometer nordost om delstatshuvudstaden Adelaide. Antalet invånare är 1 827.
Närmaste större samhälle är Gawler, omkring 13 kilometer väster om Lyndoch. 
Trakten runt Lyndoch består till största delen av jordbruksmark. Runt Lyndoch är det glesbefolkat, med 13 invånare per kvadratkilometer. Genomsnittlig årsnederbörd är 593 millimeter. Den regnigaste månaden är juli, med i genomsnitt 95 mm nederbörd, och den torraste är december, med 13 mm nederbörd.